# Difosfato de guanosina manose
O difosfato de guanosina manose ou GDP-manose é um açúcar nucleotídico que é um substrato para as reações da glicosiltransferase no metabolismo. Este composto é um substrato para enzimas chamadas manosiltransferases.

## Biossíntese
O GDP-manose é produzido a partir de GTP e manose-6-fosfato pela enzima manose-1-fosfato guanililtransferase.